# Ilya Ilf
Ilya Ilf, pseudónimo de Iehiel-Leyb Arnoldovich Faynzilberg (em russo:  Илья Арнольдович Файнзильберг; Odessa, 15 de outubro [Calend. juliano: 3 de outubro] de 1897 — Moscou, 13 de abril de 1937), foi um popular jornalista e escritor soviético de origem judaica, que geralmente trabalhava em colaboração com Yevgeni Petrov durante as décadas de 1920 e 1930. Esta dupla era conhecida simplesmente como Ilf e Petrov. Juntos, eles publicaram dois romances de comédia populares As doze cadeiras (1928) e O pequeno bezerro de ouro (1931), bem como um livro satírico Odnoetazhnaya Amerika (frequentemente traduzido como Pequena América Dourada) que documentou a sua viagem pelos Estados Unidos entre 1935 e 1936.
Ilya Ilf morreu precocemente, aos 39 anos, devido ao agravamento de uma tuberculose - doença da qual já sofria desde a década 1920, quando veio o diagnóstico - durante uma viagem na qual o carro onde estava Ilya estava aberto.